# 紀藤閑之介
紀藤 閑之介（きとう かんのすけ、1869年12月9日〈明治2年11月7日〉 - 1961年〈昭和36年〉9月28日）は、日本の政治家、実業家、名望家、資産家、地主・家主、山口県多額納税者。第3・6代山口県宇部市長。族籍は山口県士族。

## 略歴
閑之介は1869年（明治2年）11月7日、長州藩主毛利氏の永代家老福原氏の家臣である紀藤宗介（後の宇部共同義会初代会長）の長男として長門国厚狭郡川上村（現山口県宇部市）に生まれた。宇部村長、宇部銀行の頭取、宇部共同義会会長等を務めた紀藤織文は、閑之介の叔父にあたり、織文の孫にあたるのが弁護士の紀藤正樹。
第三高等中学校（現:京都大学）を卒業した後、宇部村に戻った閑之介は「村内の情報を村民に伝えることが村人の民度を向上させ、ひいては国の繁栄に通じる」と考え、1912年（明治45年）、宇部時報（現:宇部日報）を発刊した。また農業を営む。
その後宇部市会議員となった閑之介は宇部市会副議長、同議長を経て、1928年（昭和3年）7月1日、宇部市長（第3代）に就任した。就任後まもなく執り行われた昭和天皇の即位の礼の記念事業として、同市内の神原公園に福原越後の像を建立した。
翌年の1929年（昭和4年）4月20日に市長職から一度退任したものの、1935年（昭和10年）12月7日には再び同市長（第6代）に就任し、1938年（昭和13年）7月29日まで在任した。晩年は宇部郷土文化会長として文化の保存育成に尽力した。

## 人物
宇部市長在任中を通して、宇部村立宇部中学校（現:山口県立宇部高等学校）の創立、宇部時報（現:宇部日報）の創刊に携わったほか、宇部市立図書館附設資料館の建設費用を提供するなど、宇部市の教育・文化水準の向上に努めた。
宇部時報は発刊当初、紀藤の個人負担によって発行される月刊紙で、今日のフリーペーパーのように購読料・送料などは全て無料であった。美濃判（B5判）4頁の第一号は宇部市西新川（真締川の西岸。現在の中央町）で印刷されたのち発行所となっていた紀藤の自宅に送られ、家族総出で発送作業を行ったという。発行部数の700部の地方紙が無料で毎月配られ、これが1914年（大正3年）の法人設立に伴う有料化まで続けられた。

紀藤がデザインした宇部市章

宇部市章の作者は紀藤である。市章は1922年（大正11年）4月に匿名で公募され、245点の応募から選ばれたものであるが、当時宇部市会副議長であった紀藤が応募していたことが後に判明した。
また、宇部興産（現:UBE）の社名に含まれる「興産」には「地域社会に有用な産業を次々に興す」という意味が込められているが、これは当時宇部共同義会の長老であった紀藤の発案によるものである。
和漢の造詣深く、事業心に富み理財の学に通じていた。宗教は真宗。趣味は書画、骨董、謡曲。住所は山口県宇部市川上、同市東本町。

## 主な役職
- 宇部共同義会会長[25]
- 宇部郷土文化会会長[4]
- 宇部時報社社長[22]

## 家族・親族
紀藤家
紀藤家の祖は、慶安事件の首謀者である由井正雪に与した初代紀藤勝右衛門が宇部に逃れたことが始まりとされ、2代宗興は当地にて医者を開業した。3代権兵衛は他家からの養嗣子であったが、経理に明るい人物で岐波方面の水田の買収を図った。紀藤家は藩財政の窮乏に際して私財を提供したこともあった。閑之介に至るまで10代を算する。
- 父・宗介（山口県士族）[11]
- 叔父・紀藤織文[26]（山口県士族）[27]
- 織文の孫にあたるのが、弁護士の紀藤正樹
- 弟
  - 圭三（1876年 - ?、山口士族・花田太仲の養子となる）[11]
  - 直四郎（1880年 - ?、山口士族・白木フサの家督を継ぐ）[11]
- 妹・ミエ（1886年 - ?、山口士族・山崎峻蔵の長男淳一に嫁ぐ）[11]
- 妻・マキ（1880年 - ?、山口士族・入谷清の長女）[11]
- 長男・常亮[9][11]（1899年 - 1971年、衆議院議員）
  - 同妻・キク（1903年 - ?、山口士族・渡邊好延の二女）[11]
- 二男・克三（1905年 - ?、山口士族・定近ミナの養子となる）[11][13]
- 男・松夫[11]（1907年 - ?）
- 三女[11]（1910年 - ?）
- 孫[11]